# Grigol Abachidze
Pour les articles homonymes, voir Abachidze.
Œuvres principales
- Dans ce Grand Bruit (1930)
- La Grande Nuit (1963)

Grigol Abachidze (1er août 1914 - 29 juillet 1994) est un écrivain et un académicien géorgien de la période soviétique. Grand poète et romancier, il fut l'auteur de plusieurs œuvres qui restent encore célèbres pour les Géorgiens en raison de leur caractère historique dans une période où le caractère nationaliste géorgien était parfois durement réprimé par les autorités soviétiques. Membre du parti communiste depuis 1944.

## Biographie
Grigol Grigorievitch Abachidze est né en 1914 dans le village de Zeda Rgani, en Géorgie occidentale, région faisant alors partie de l'empire russe. Son père, Grigol (Djibo) était un maçon tandis que sa mère Chouchana était la fille d'un prêtre orthodoxe. Sa famille était relativement large et Abachidze avait en tout cinq frères et sœurs. Au début des années 1930, il entra dans l'Université d'État de Tbilissi, dont il fut diplômé avec un degré en philologie en 1936. Toutefois, sa carrière qui suivit fut brusquement interrompue par les Grandes Purges staliniennes de 1937. Son père fut accusé d'être un ennemi du peuple et exilé avec son oncle (qui mourut sur le chemin de l'exil), tandis que son frère aîné fut exécuté. Le célèbre écrivain géorgien Mikhail Djavakhichvili aida alors le jeune Grigol et l'envoya continuer ses études à Moscou, où il resta deux années de plus. De retour en Géorgie, Abachidze travailla au journal satirique Crocodile (Niangi) dans les années 1944-1951 avant de servir comme éditeur dans les journaux littéraires Drocha et Mnatobi de 1951 à 1967.
Lors de la Seconde Guerre mondiale de nombreuses pages de poésie géorgienne sont consacrées à la défense du Caucase et à son illustre organisateur Lavrenti Beria. Parmi les œuvres de ce genre, il faut mentionner, en tête de liste, le poème de Grigol Abashidze, L'invincible Caucase (1943).
En 1958, Grigol Abashidze publie une brochure intitulée Jours à l'étranger, sur ce qu'il appelle un voyage touristique dans quatre pays européens: la Belgique, le Luxembourg, la Hollande et la Suède. Sa destination finale sera le Congrès mondial pour le désarmement et la coopération internationale à Stockholm, une plate-forme mondiale déjà en cours promue par l'Union soviétique comme plate-forme mondiale pour la coexistence pacifique entre les nations et pour protester contre les États-Unis en tant que nation militariste.
Il devint en 1967 le premier secrétaire de l'Union des écrivains géorgiens, qu'il dirigea de 1973 à 1981. En 1982, il fut nommé chef du Comité du prix Chota Roustaveli. Député du 11e Soviet suprême de l'Union soviétique (1984-1989). Abachidze continua à écrire des poèmes mais aussi des romans et, après avoir survécu à la guerre civile géorgienne, il mourut en 1994 à Tbilissi. Il est inhumé au Panthéon Didube.

## Principales œuvres
Les premiers travaux de Grigol Abachidze consistaient en poèmes racontant le caractère de son pays, la Géorgie, avec toutefois une touche de soviétisme, ce qui lui permit de remporter le Prix Staline en 1951.
- Am did khmaourchi (Dans ce Grand Bruit, 1930)
- Poladis simghera
- Zarsmis zmaneba
- Chavi kalakis gazapkhouli (Le Printemps de la Ville Noire)
- Giorgi VI (Georges VI)
- Ganmeordeba (Ça se reproduira)
- Gazapkhouli (Le Printemps)
- Sakoure (La Boucle d'Oreille)
- Samgoris velze (Sur la Colline de Samgori, 1950)

Par la suite, Abachidze abandonna la prose et se lança dans la rédaction de romans historiques reflètent les sentiments nationalistes des Géorgiens durant le joug mongol (XIVe siècle).
- Lacharela (1957)[4]
- Didi ghame (La Grande Nuit, 1963)
- Tsotne Dadiani anou kartvelta datsema da amaghleba (Tsotne Dadiani ou la chute et la renaissance géorgienne, 1975)